# 吉尔·德勒兹
吉尔·路易·勒内·德勒兹（法語：Gilles Louis René Deleuze，法語發音：[ʒil lwi ʁəne dəløz]；1925年1月18日—1995年11月4日），法国后现代主义哲学家。

## 生平
1925年出生在法国首都巴黎，1944年中学毕业后进入巴黎索邦大学哲学系就读，开始致力于在哲学，文学，艺术，美术等领域的研究。他影响最广，知名度最高的作品是与心理学家加塔利合著的《资本主义与精神分裂》两卷本：《反俄狄浦斯》（1972年）和《千高原》（1980年）。他的形而上学论文《差异与重复》（1968）被许多学者认为是德勒兹的巨著。他与米歇尔·福柯之间也保持着深厚的友谊。
德勒兹也致力于对其他哲学家的研究，如：斯多葛派、莱布尼茨、休谟、斯宾诺莎、康德、尼采、柏格森，而他的哲学则主要继承自斯宾诺莎与尼采。同时也从其他的思想家那里继承来了概念（如安托南·阿尔托的无器官身体）。
即使德勒兹曾经用这样一句话描述自己：“我认为我自己就是一个纯粹的形而上学家。”但他的工作的确对整个人文学科产生了深远影响，例如哲学、艺术和文学理论等，并且时常被认为是后现代主义与后结构主义的重要人物，甚至同样影响了当代的一部分左翼思潮。

## 哲学
德勒兹的工作分为两部分：1. 关于其他哲学家（如巴鲁赫·斯宾诺莎、莱布尼茨、大卫·休谟、康德、弗里德里希·尼采、亨利·柏格森、米歇尔·福柯）和艺术家（如普鲁斯特、卡夫卡、弗兰西斯·培根）的作品；2. 由各种概念（如差异，意义，事件，精神分裂症，经济，电影，欲望，哲学）阐发而生的多种哲学理论。不过他的分析家和批评家们认为这两个方面经常发生重叠，特别是因为他的散文和书籍（德勒兹称这种文本为“高原”，同样是他的哲学概念）的独特指向，因而可以进行多方面的结合阅读。

### 形而上学
德勒兹早期的主要哲学工作（先于他同加塔利的合作）可以简单地总结为系统地将经典形而上学中“同一”和“差异”的关系反转。经典形而上学中，差异源于同一：“x不同于y是因为具有固定本性的x和具有固定本性的y的本性之间有差别”。德勒兹认为，所有同一性都由差异性所成。同一並不逻辑或形而上地先于差异，“自然界中属同一类的物体之间也是有差异的”也就是说，我们是从差异出发来分类出“同一性”的。显然同一性是由无尽的差异构建出的：“大X为各种小x的差异集合体，小x为各种x'的差异集合体……”面对现实世界，德勒兹认为，我们必须抓住存在的真实所是，而分类法意义上的概念无法达至内在的差异，“如果哲学要确实直接关乎物，就必须是‘关于抓住物本身，达至物之所是，达至物之同他物差异所在，达至物的内在差异性’的哲学”
如康德和柏格森，德勒兹认为传统时空观是立足于主体的位置、运动的。他认为，纯粹的差异是“非时空性”的，差异是一种“the virtual”（虚拟）的概念。“the virtual”（虚拟）在此不是“虚拟现实”的“虚拟”，而是有关普鲁斯特在《追忆似水年华》中对“过去”的定义：“real without being actual, ideal without being abstract”。（中译本作“现实而非现时，理想而不抽象”）德勒兹说的“虚拟”，是在这个意义上的。也就是说，德勒兹的“虚拟”是如同“过去”之于“当下”那样一般的“一种前在于物的非实体”。德勒兹的“虚拟”是当下真实经验的前在环境条件，是物本身内在的差异性，“从中构建出的概念同概念所指之物是一体的”。德勒兹有关差异的说法不是实践的空谈抽象，它是一套确实起作用的系统——差异物之关系结构，这个系统构建出了真实的空间、时间和感知。
德勒兹称自己的哲学为“先验经验主义”。康德哲学的先验唯心主义中，经验只在被组织化、概念化之后起作用。德勒兹认为，非语境化（脉络化）的概念只能生成看上去很完美实际上没有意义的形而上命题，例如，将“因果关系”这个概念超出经验地讨论，就会讨论出“先有蛋还是先有鸡”这样的无解的命题。德勒兹将康德的说法反转：经验的生产性使其超越概念，而这富有差异性的经验能够使得概念被生产、让我们不被分类法所桎梏，让我们不受限制地思考。
同时，德勒兹认为存在之物、概念是单义的，也就是说，所有感知是从“一”得证的。在此，德勒兹借用了中世纪哲学家邓斯·司各脱的“本体论意义上的单义性”理论。中世纪关于上帝的争论中，包括托马斯·阿奎那在内的众多著名哲学家认为，当说“上帝是好的”时，上帝的“好”只是在修辞学意义上类似于人类的“好”。而司各脱则认为，当说“上帝是好的”时，上帝的“好”跟说“珍妮是好的”中的“好”是同一意义的“好”——两个“好”不只是类似，而是根本一致——两者只在程度上有区别。当说到“好”、“有力量”等属性概念的时候，这些概念都是被单义地应用的，不管是应用于上帝、人还是虫子。
德勒兹将单义性理论应用于“存在是单义地差异的”，“这不是说差异本身必然，而是说存在绝对（单义地）是差异的，因为存在是具有差异这个属性的。进一步说，不是说我们‘单义地’（绝对）是某个同我们差异的存在，而是说我们、我们的个性特质所在绝对（单义地）是差异着的（多义的）”这里，德勒兹呼应和反转了斯宾诺莎的论点：“所有存在之物都是‘一’的变形”。德勒兹认为，没有“一”，只有永远差异的流动过程。德勒兹将此总结为“一等于多”。
《差异与重复》是德勒兹在这种形而上学中最为坚持和系统性的著作。他的其他著作中则发展了相似的概念，如《反俄狄浦斯》中的“无器官身体”、《什么是哲学》中的“内在性平面”和“混沌”等。

### 认识论
德勒兹不寻常的形而上学需要一套不寻常的认识论与之配套，这个认识论他自己称之为“‘思想之象’（the image of thoughts）的转向”。
德勒兹认为，亚里士多德、笛卡尔、胡塞尔等经典理论中的思想之象将思维误认为是一种毫无以为的行为：真理或许很难获得，但是思维是定然有能力获得正确的事实和概念等的；上帝之眼、中立角度或许很难达到，然而那是我们理性思维的理想目标；确定性的真实和感知的有序延伸。德勒兹通过形而上学意义上的“流动”（flux）拒绝了经典认识论，他认为，真实的思维是一种对现实的暴力对抗，是一种对有序性的无意识破裂。真实世界能够改变和调整我们的思维。德勒兹认为，与其说思维能够认识真实世界，不如说我们的思维是“无象之思”——一种不是出于主动解决问题，而是被问题所决定的思维进程。“所有作为前提的符码、定理等等，它们并非偶然而生，却也并非自在有理的。它们就像神学：你信，它就是，它的理性逻辑就运作。理性永远是一种从非理性中雕刻出的信仰：它不是隐藏于非理性中的某种原理，而是穿插于非理性元素之间、仅被定义为非理性元素之间的特定关系。所有理性之下，都存在疯癫和流动。”
从他独特的认识论出发，德勒兹对哲学史有着自己独特的解读。阅读哲学著作不再是寻求一个确定解释，而是呈现哲学家试图抓住真实的困难尝试。“哲学家介绍新概念，解释它们，但不会告诉我们这些概念是对问题的回应……哲学史不应只是重复哲学家的话，而应关注哲学家未说的潜意识和暗示。”
同样，德勒兹认为，与其说哲学应当被看作对真理的寻求，不如说哲学是对概念的创造。对于德勒兹来说，概念不是固定的前在条件或命题，而是被形而上地构建出的、对一系列思考（如柏拉图的理念、笛卡尔的我思等等）的定义。一种哲学概念“在其被创造之时即断言了概念及其对象”。德勒兹认为，哲学因此就更像是一种实践性或艺术性的作品，而不像洛克、蒯因说的那样是用科学语言可以描述的前在实体世界的附属品。
在他后续的作品中，德勒兹将艺术、哲学和科学区别为三种不同的规范，每种都有其自己不同的解读世界的方式：哲学创造概念，艺术创造感知的特定表现方式，科学创造基于元点、函数元素的专项理论。德勒兹认为，这三种规范并没有高下之分，他们是解读和组织形而上的流动的不同方式。例如，德勒兹不认为电影是对外在真实的表现，而认为它是一种创造新的运动、时间组织方式的本体论实践（见《电影I：运动-影像》）。哲学、科学和艺术是平等且本质地具有创造性和实践性的。因此，比起“它是真的么？”、“它是什么”这些经典问题，德勒兹建议我们提出具有功能性和实践性的问题，如“它做了什么？”、“它如何起作用”。

### 价值
在伦理学和政治学上，德勒兹又一次呼应了斯宾诺莎，这一次他走的是尼采的路数。在经典的自由社会模型中，道德从承载抽象天赋权利、义务的个体出发。顺着拒绝任何基于“一”的形而上学这个思路，德勒兹批判了“个体是流变的暂停或截面”这个说法（词源学意义上，个体“Individual”有着“不可分”的含义）。按照斯宾诺莎和尼采“伦理的自然主义”，德勒兹试图探寻个体及其道德为前个体欲望和权力（力量）的组织后产品。在《资本主义和精神分裂》的第二章，德勒兹和伽塔利将历史描述为“欲望生产（一个由弗洛伊德理论的驱动力和马克思主义的劳动结合而成的概念）”在现代个体（受压抑的、神经质的）、民族国家（持续控制下的社会）和资本主义（已被驯服商品化的混乱）之中的冻结和组织化。德勒兹沿着马克思的道路，欢迎资本主义对封建等级制的解放，同时拒斥市场逻辑下的单面化。
那么，德勒兹如何将它的悲观主义诊断同其伦理的自然主义相一致呢？德勒兹宣称价值标准是内在的：好的生活就是完满表达自身权力（力量）、达至潜力极限，而不是基于非经验性的超验标准。现代社会仍然压制差异，限制人们所为。如要达至流动不止、变化、差异的真实，我们必须越过固化的标准，成为一切我们可能成为的——即使我们不知道我们可能是什么。德勒兹式实践的完美方式就是创造性，“在此或许存有一个秘密：去做，不去判断。如果判断如此之难，不是因为标准只有一个，而正是因为标准都是源于、分于反叛性的判断。在艺术领域，哪里有过一种权威标准可以限制未来的所有作品？”

### 德勒兹的解释方法
德勒兹对哲学家和艺术家的研究是蓄意异端性的。在《尼采与哲学》中，德勒兹就宣称尼采的《道德的谱系》是重写康德《纯粹理性批判》的一种尝试，虽然尼采根本没有提及这些，而《道德的谱系》里有关道德的章节也同康德关注的内容相差甚远。同样，德勒兹宣称单义性是斯宾诺莎哲学的组织原则，虽然斯宾诺莎根本没有提及这些。德勒兹有次特别地将他解释哲学家的方法描述为“鸡奸（buggery）”：一种偷偷摸摸地采用某作者的理论衍生成一种怪异且不同的理论的方式。德勒兹在这些著作中，不是在如实地呈现尼采、斯宾诺莎的思想，而是提炼和光大他认为有用的亮点。德勒兹重述其他哲学家思想的方法并不是一种蓄意误解，而是对他坚称的“哲学内在创造性”的实践。同样，在德勒兹看来，用他自己的数学和科学语言来说：“我不是说雷奈（Resnais）和普里戈金（Prigogine）、戈达尔（Godard）和托姆（René Thom）做的是同一件事。我是指出，方程的科学化和图像的电影化之间有很多相同之处。这些相同之处同样作用于哲学概念，因为这些空间中有着各种不同的概念。”

## 各方回应
德勒兹的思想并未像拉康那样形成一个学派，然而他同瓜塔里合写的几本书成为了法国的畅销书，并在英语学术界占有重要地位。
60年代，德勒兹将尼采描绘成一个差异形而上学家而不是反动神秘主义者，这促进了所谓“左翼尼采主义者”的知识分子地位。70年代，用俗语、黑话写成的《反俄狄浦斯》，借用了弗洛伊德、马克思、尼采等人的力量，全面分析了家庭、语言、资本主义、历史等，这被认为是1968年五月风暴精神的理论化作品。
80到90年代，几乎所有德勒兹的作品都被翻译成英文。与同时代的福柯、德里达、利奥塔一样，德勒兹强烈影响了北美人文学科，特别是文学理论，《反俄狄浦斯》、《千高原》在那里有时被认为是主要的后结构主义、后现代主义论述——即使德勒兹、瓜塔里没有将他们的作品描述为是后结构主义、后现代主义的。在此语境下，德勒兹的作品通常被定义为“当代哲学”。
德勒兹也招来了相当多的批评，以下简单总结一下：
在《现代法国哲学》中，文森特·德贡布认为，德勒兹在《尼采与哲学》中说“差异并不源于同一”时前后不一贯、条理不清，而他在《反俄狄浦斯》中对历史的分析是彻底唯心主义的。
在《什么是新结构主义》中，曼弗雷德·弗兰克宣称，德勒兹的理论中，个性不过是无限变化的过程，这无法解释意识的清晰统一性。
在《法国“尼采结构主义”的衰落》中，帕斯卡·恩格尔对德勒兹的理论提出了全面批判。恩格尔认为，德勒兹的形而上学方法使其在质疑哲学系统时缺乏理性、不能适可而止，这对意义、真相及哲学本身来说是一种摧毁。恩格尔这样总结德勒兹的形而上学：“当面对一个漂亮的哲学概念时，你能只是静静仰慕它，不能去质疑它。”
在《启蒙的面具》中，斯坦利·罗森反对德勒兹关于尼采“永恒轮回”的解释。
在《德勒兹：存在的喧嚣》中，阿兰·巴迪欧宣称，德勒兹的形而上学只是看上去像是拥抱了多样性，实际上却存留了顽固的一元论。巴迪欧接着又说，在实践中，德勒兹的一元论需要同样有苦行主义、贵族气质、宿命论倾向的斯多葛主义支撑。
在《Reconsidering Difference》中，Todd May认为，德勒兹将差异认为是本体论意义上的终极之物，这同他对内在——即他的一元论——的强烈拥抱互相抵触。然而，May相信，德勒兹能够在不怎么改变其实践哲学的情况下，放弃他的差异优先理论，而接受维特根斯坦的整体论。
在《时髦的胡说》中，索卡尔和尚·布里克蒙指责德勒兹在其哲学叙述中滥用、乱用数学和科学术语。索卡尔和尚·布里克蒙认为，德勒兹关于微积分、量子力学的叙述是模糊、毫无意义、无法证明的。然而，索卡尔和尚·布里克蒙也表示，他们对德勒兹的哲学理论和哲学术语不做评论。
在《无身体的器官》中，齐泽克宣称，德勒兹的本体论在唯物主义和唯心主义间摇摆不定，而曾经是《反俄狄浦斯》（可以认为是德勒兹最差的书）中的德勒兹、受到瓜塔里“坏影响”下的“政治”德勒兹，最终成为了一个“晚期资本主义的意识形态学家”。
在《Out of this World: Deleuze and the Philosophy of Creation》中，彼得·霍瓦德认为，德勒兹关于必须的创造性及永恒流变的坚持，使它的哲学无法深入关切真实存在之物。因此，霍瓦德宣称，德勒兹的理论是超脱世俗的，只是一种被动的沉思——关乎所有的同一性都消融到神示的自然自我创生中去。

## 著作
格式：
法文书名（年份）.英文书名（有些没翻译者则无）.
中文书名（目前有的语别，如法文、英文、繁体字、简体字）于eDonkey网络找到的语别
德勒兹独立写成：
- Empirisme et subjectivité (1953). Trans. Empiricism and Subjectivity (1991).经验论与主体性（法、英）法、英
- Nietzsche et la philosophie (1962). Trans. Nietzsche and Philosophy (1983).尼采与哲学（法、英、简、繁）英
- La philosophie critique de Kant (1963). Trans. Kant's Critical Philosophy (1983).康德的批判哲学（法、英、简）英
- Proust et les signes (1964, 2nd exp. ed. 1976). Trans. Proust and Signs (1973, 2nd exp. ed. 2000).普鲁斯特与符号（法、英、简）英
- Le Bergsonisme (1966). Trans. Bergsonism (1988).柏格森主义（法、英、简）
- Présentation de Sacher-Masoch (1967). Trans. Masochism: Coldness and Cruelty (1989).受虐狂：冰冷与残酷（法、英）法、英
- Différence et répétition (1968). Trans. Difference and Repetition (1994).差异与重复（英语：Difference and Repetition）（法、英、繁）法、英
- Spinoza et le problème de l'expression (1968). Trans. Expressionism in Philosophy: Spinoza (1990).斯宾诺莎与表现问题（法、英）英
- Logique du sens (1969). Trans. The Logic of Sense (1990).意义的逻辑（法、英）法、英
- Spinoza - Philosophie pratique (1970, 2nd ed. 1981). Trans. Spinoza: Practical Philosophy (1988).斯宾诺莎的实践哲学（法、英、简）英
- Dialogues (1977, 2nd exp. ed. 1996, with Claire Parnet). Trans. Dialogues (1987, 2nd exp. ed. 2002).对话（德勒兹的思想）（法、英）英
- Superpositions (1979).重合（法）
- Francis Bacon - Logique de la sensation (1981). Trans. Francis Bacon: Logic of Sensation(2003).弗兰西斯·培根：感觉的逻辑（法、英、繁、简）英
- Cinéma I: L'image-mouvement (1983). Trans. Cinema 1: The Movement-Image (1986).电影I：运动-影像（法、英、繁、简）英
- Cinéma II: L'image-temps (1985). Trans. Cinema 2: The Time-Image (1989).电影II：时间-影像（法、英、繁、简）英
- Foucault (1986). Trans. Foucault (1988).福柯（繁）
- Le pli - Leibniz et le baroque (1988). Trans. The Fold: Leibniz and the Baroque (1993).褶子：莱布尼兹与巴洛克（法、英、简）英
- Périclès et Verdi: La philosophie de Francois Châtelet (1988).贝里克莱与威尔第：弗兰西斯·夏特莱的哲学（法）
- Pourparlers (1990). Trans. Negotiations (1995).哲学与权力的谈判（法、英、简）英
- Critique et clinique (1993). Trans. Essays Critical and Clinical (1997).批评与临床医学（法、英）英
- Pure Immanence (2001).纯内在（法、英）英
- L'île déserte et autres textes (2002). Trans. Desert Islands and Other Texts 1953-1974 (2003).荒岛与其它文选（法、英、简）英
- Deux régimes de fous et autres textes (2004). Trans. Two Regimes of Madness: Texts and Interviews 1975-1995 (2006).疯狂的两种政权：文本与访谈1975～1995（法、英）

与伽塔利（Félix Guattari）合写：
- Capitalisme et Schizophrénie 1. L'Anti-Œdipe. (1972). Trans. Anti-Oedipus (1977).反俄狄浦斯（法、英）英
- Kafka: Pour une Littérature Mineure. (1975). Trans. Kafka: Toward a Theory of Minor Literature. (1986).卡夫卡（法、英、简）英
- Rhizome. (1976).块茎（法）
- Nomadology: The War Machine. (1986).游牧论：战斗机械（法）
- Capitalisme et Schizophrénie 2. Mille Plateaux. (1980). Trans. A Thousand Plateaus (1987).千高原（法、英、简）英
- Qu'est-ce que la philosophie? (1991). Trans. What Is Philosophy? (1996).什么是哲学？（法、英、繁、简）法、英

## 音频（讲座）
- Deleuze, Gilles: Spinoza: Immortalité et éternité [double CD]. (Paris: Éditions Gallimard, 2001)
- Deleuze, Gilles: Spinoza: The Velocities of Thought: Lecture 1, 2 December 1980. (Purdue University Research Repository, 2017) doi:10.4231/R7DF6PDS
- Deleuze, Gilles: Spinoza: The Velocities of Thought: Lecture 2, 9 December 1980. (Purdue University Research Repository, 2017) doi:10.4231/R78P5XP2
- Deleuze, Gilles: Spinoza: The Velocities of Thought: Lecture 3, 16 December 1980. (Purdue University Research Repository, 2017) doi:10.4231/R74X560K
- Deleuze, Gilles: Spinoza: The Velocities of Thought: Lecture 4, 6 January 1981. (Purdue University Research Repository, 2017) doi:10.4231/R71834PG
- Deleuze, Gilles: Spinoza: The Velocities of Thought: Lecture 5, 13 January 1981. (Purdue University Research Repository, 2017) doi:10.4231/R7WH2N66
- Deleuze, Gilles: Spinoza: The Velocities of Thought: Lecture 6, 20 January 1981. (Purdue University Research Repository, 2017) doi:10.4231/R7RR1WF1
- Deleuze, Gilles: Spinoza: The Velocities of Thought: Lecture 7, 27 January 1981. (Purdue University Research Repository, 2017) doi:10.4231/R7N014Q0
- Deleuze, Gilles: Spinoza: The Velocities of Thought: Lecture 8, 3 February 1981. (Purdue University Research Repository, 2017) doi:10.4231/R7H70D0P
- Deleuze, Gilles: Spinoza: The Velocities of Thought: Lecture 9, 10 February 1981. (Purdue University Research Repository, 2017) doi:10.4231/R7CF9N8D
- Deleuze, Gilles: Spinoza: The Velocities of Thought: Lecture 10, 17 February 1981. (Purdue University Research Repository, 2017) doi:10.4231/R77P8WK4
- Deleuze, Gilles: Spinoza: The Velocities of Thought: Lecture 11, 10 March 1981. (Purdue University Research Repository, 2017) doi:10.4231/R7416V70
- Deleuze, Gilles: Spinoza: The Velocities of Thought: Lecture 12, 17 March 1981. (Purdue University Research Repository, 2017) doi:10.4231/R7VH5M1C
- Deleuze, Gilles: Spinoza: The Velocities of Thought: Lecture 13, 24 March 1981. (Purdue University Research Repository, 2017) doi:10.4231/R7QR4V9N
- Deleuze, Gilles: Spinoza: The Velocities of Thought: Lecture 14, 31 March 1981. (Purdue University Research Repository, 2017) doi:10.4231/R70863HN. «Spinoza: The Velocities of Thought» («Spinoza: Des vitesses de la pensée») was a 14-lecture seminar given by Deleuze at the University of Paris 8 from December 1980 to March 1981. Deleuze had previously published two books on Spinoza, including Expressionism in Philosophy: Spinoza (Spinoza et le problème de l'expression, 1968), and Spinoza: Practical Philosophy (Spinoza: Philosophie pratique, 1970, 2nd ed. 1981). The majority of these lectures were given the same year as the publication of the second edition of the latter title.

## 引用注释
1. 1 2  . Stanford Encyclopedia of Philosophy.   [17 February 2011]. （原始内容存档于2010-07-11）. See also: "Difference and Repetition is definitely the most important work published by Deleuze." (Edouard Morot-Sir, from the back cover of the first edition of the English translation), or James Williams' judgment: "It is nothing less than a revolution in philosophy and stands out as one of the great philosophical works of the twentieth century" (James Williams, Gilles Deleuze's Difference and Repetition: A Critical Introduction and Guide [Edinburgh UP, 2003], p. 1).
2. ↑  Simon Choat, Marx Through Post-Structuralism: Lyotard, Derrida, Foucault, Deleuze, Continuum, 2010, ch. 5.
3. ↑  Deleuze and Parnet, Dialogues II pp.57-8, trans. Hugh Tomlinson and Barbara Habberjam: "Apart from Sartre, the most important philosopher in France was Jean Wahl." Deleuze goes on to credit Wahl for introducing him to English and American thought. Wahl was among the very first to write about Whitehead and James - both arguably very important to Deleuze - in French. The idea of Anglo-American pluralism in Deleuze's work shows influence of Jean Wahl (see also Mary Frances Zamberlin, Rhizosphere (New York: Routledge, 2006))
4. ↑  Macherey, Pierre (1998), 'Deleuze in Spinoza'. In: en|Warren Montag|Warren Montag  (ed.), In A Materialist Way: Selected Essays by Pierre Macherey. (New York: Verso, 1998)
5. ↑  See, for example, Steven Best and Douglas Kellner, Postmodern Theory (Guilford Press, 1991), which devotes a chapter to Deleuze and Guattari.
6. ↑  "Bergson's Conception of Difference", in Desert Islands, p. 33.
7. ↑  Ibid., p. 32.
8. ↑  Proust, Remembrance of Things Past, Translated from the French by Stephen Hudson, Vol. 7 Time Regained，CHAPTER III AN AFTERNOON PARTY AT THE HOUSE OF THE PRINCESSE DE GUERMANTES
9. ↑  普鲁斯特.《追忆似水年华》.第七部 重现的过去
10. ↑  Desert Islands, p. 36.
11. ↑  See "The Method of Dramatization" in Desert Islands, and "Actual and Virtual" in Dialogues.
12. ↑  Difference and Repetition, p. 39.
13. ↑  A Thousand Plateaus, p. 20.
14. ↑  Desert Islands, p. 262.
15. ↑  Negotiations, p. 136.
16. ↑  What Is Philosophy?, p. 22.
17. ↑  Negotiations, p. 21: "We're strict functionalists: what we're interested in is how something works".
18. ↑  Essays Critical and Clinical, p. 135.
19. ↑  Nietzsche and Philosophy, p. 88.
20. ↑  Negotiations, p. 6.
21. ↑  Desert Islands, p. 144.
22. ↑  Negotiations, pp. 124-125.
23. ↑  See, e.g., the approving reference to Deleuze's Nietzsche study in Jacques Derrida's essay "Différance", or Pierre Klossowski's monograph Nietzsche and the Vicious Circle, dedicated to Deleuze. More generally, see D. Allison (ed.), The New Nietzsche (MIT Press, 1985), and L. Ferry and A. Renaut (eds.), Why We Are Not Nietzscheans (University of Chicago Press, 1997).
24. ↑  Sometimes in the same sentence: "one is thus traversed, broken, fucked by the socius" (Anti-Oedipus, p. 347).
25. ↑  See, for example, Steven Best and Douglas Kellner, Postmodern Theory (Guilford Press, 1991), which devotes a chapter to Deleuze and Guattari.
26. ↑  Barry Smith (ed.), European Philosophy and the American Academy, p. 34.
27. ↑  Slavoj Žižek, Organs without Bodies, pp. 19-32, esp. p. 21: "Is this opposition not, yet again, that of materialism versus idealism? In Deleuze, this means The Logic of Sense versus Anti-Oedipus." See also p. 28 for "Deleuze's oscillation between the two models" of becoming.
28. ↑  Ibid., p. 21
29. ↑  Ibid., pp. 32, 20, and 184.
30. ↑  摘自豆瓣“德勒兹网上资料”

## 研究書目
- 陳瑞文：《德勒茲與藝術理論》（台北：五南，432頁。ISBN：9789571199238，2018）。
- 楊凱麟：《分裂分析德勒茲－先驗經驗論與建構主義》（河南：河南大學出版社，294頁。ISBN：9787564929886，2017）。
- 雷諾．博格：《德勒茲論文學》（台北：麥田，336頁。ISBN：9789861730783，2006）。

## 外部連結
- Webdeleuze – Courses & audio （法語、英語、義大利語、西班牙語和葡萄牙語）, etc.
- Stanford Encyclopedia of Philosophy: "Gilles Deleuze （页面存档备份，存于）", by Daniel Smith & John Protevi.
- Internet Encyclopedia of Philosophy: Gilles Deleuze （页面存档备份，存于）", by Jon Roffe.
- Near complete bibliography including various translations
- Alain Badiou, "The Event in Deleuze. （页面存档备份，存于）" (English translation).
- Lectures and notes on work by Deleuze and Guattari. （页面存档备份，存于）
- Rhizomes. （页面存档备份，存于） Online journal inspired by Deleuzian thought.
- Web resources （页面存档备份，存于） from Wayne State University.
- Capitalism: A Very Special Delirium (1995). （页面存档备份，存于）
- Institute of Art and Ideas: "Deleuze and the Time for Non-Reason （页面存档备份，存于）", by James R. Williams.